# Azarashi Rock
Der Azarashi Rock (norwegisch Selsteinen) ist ein blanker Felsen an der Prinz-Harald-Küste im ostantarktischen Königin-Maud-Land. Er ragt an der Ostseite des Mündungsgebiets des Shirase-Gletschers in die Kosmonautensee auf.
Kartografiert und fotografiert wurde er von Teilnehmern der von 1957 bis 1962 dauernden japanischen Antarktisexpedition, die ihn als Azarashi-iwa (アザラシ岩 ‚Robbenfelsen‘) benannten.